# The Nearest Faraway Place Volume 1

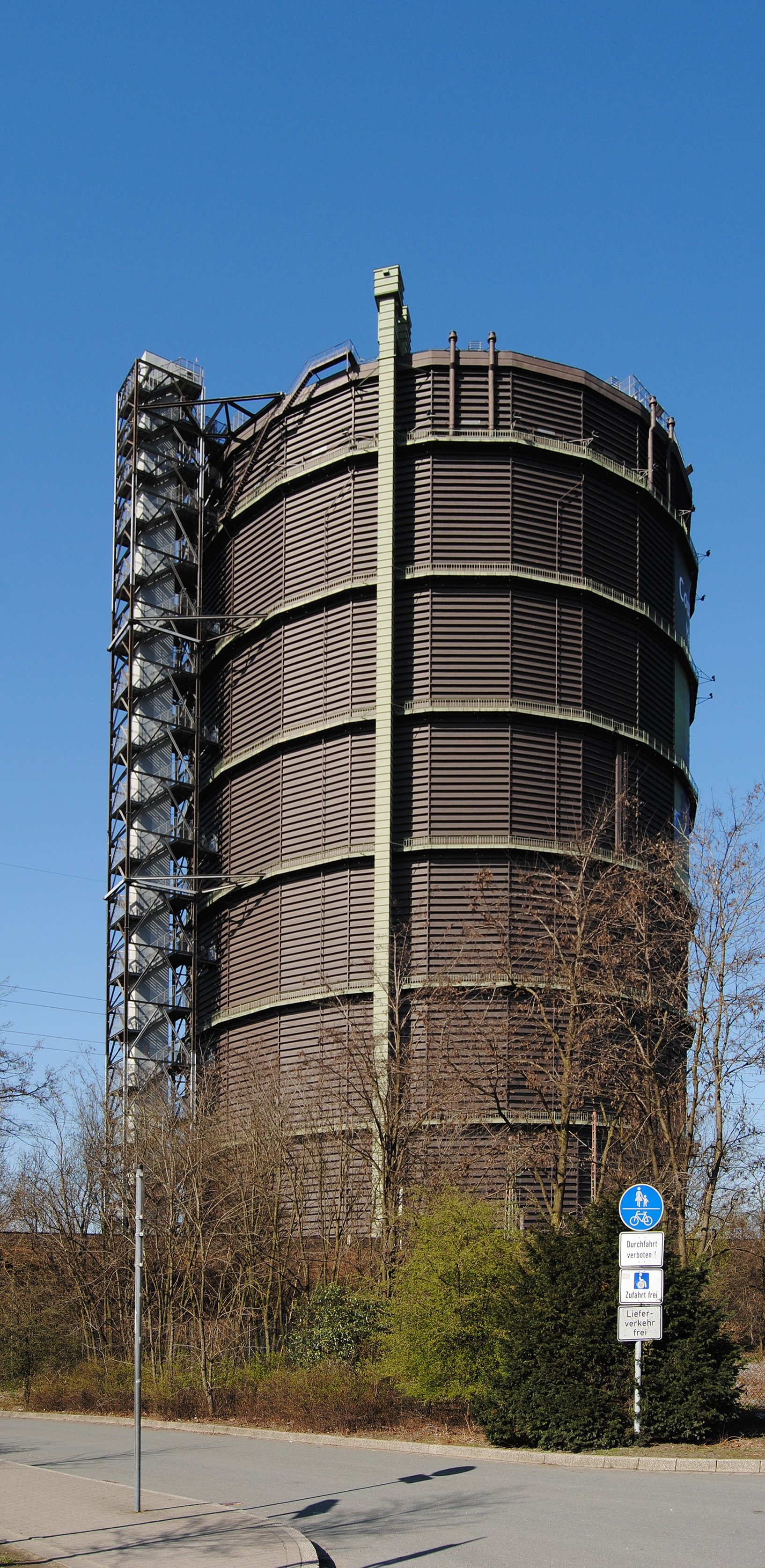
Gasometer (2011)

The Nearest Faraway Place Volume 1 is het elfde solomuziekalbum van de Nederlandse componist en speler van elektronische muziek Gert Emmens. De muziek voor dit studioalbum was gecomponeerd voor het concert dat Emmens gaf in de Gasometer in Oberhausen op 10 november 2007. De Gasometer is een voormalige gasopslag.
Er is sprake van één lange compositie van ongeveer 70 minuten verdeeld in zeven secties. De muziek is in de voor Emmens gebruikelijke stijl, een mix van Berlijnse School voor Elektronische Muziek en symfonische rock; dat laatste met name in deel 5. Op het album speelt naast Emmens (met een hele ris elektronische instrumenten) Jan Dieterich gitaar, hetgeen de muziek laat klinken zoals die klonk in de periode dat Edgar Froese nog weleens de gitaar beroerde binnen Tangerine Dream.

## Muziek
| Nr. | Titel                              | Duur  |
| --- | ---------------------------------- | ----- |
| 1.  | The nearest faraway place (part 1) | 10:40 |
| 2.  | The nearest faraway place (part 2) | 5:08  |
| 3.  | The nearest faraway place (part 3) | 7:28  |
| 4.  | The nearest faraway place (part 4) | 14:38 |
| 5.  | The nearest faraway place (part 5) | 9:36  |
| 6.  | The nearest faraway place (part 6) | 16:05 |
| 7.  | The nearest faraway place (part 7) | 7:19  |